# Pedro Santana Lopes
Pedro Miguel de Santana Lopes (Lisbona, 29 giugno 1956) è un politico portoghese.
È stato Primo Ministro dal 29 giugno 2004 al 12 marzo 2005. Ha fatto parte del Partito Social Democratico. Precedentemente ha ricoperto il ruolo di sindaco in due città, Figueira da Foz e Lisbona. Nel 1995 vinse le elezioni per la presidenza dello Sporting Clube de Portugal e rimase in carica fino al 1996.